# Mesophyllum alternans
Mesophyllum alternans (Foslie) Cabioch & Mendoza, 1998  é o nome botânico  de uma espécie de algas vermelhas  pluricelulares do gênero Mesophyllum, subfamília Melobesioideae.
- São algas marinhas encontradas na Europa (França, Espanha e Itália) e na África (Argélia e Marrocos).

## Sinonímia
- Lithothamnion philippii f. alternans  Foslie, 1907